# Hypsiboas melanopleura
Hypsiboas melanopleura là một loài ếch thuộc họ Nhái bén.
Đây là loài đặc hữu của Peru.
Môi trường sống tự nhiên của chúng là vùng núi ẩm nhiệt đới hoặc cận nhiệt đới, sông ngòi, đầm nước ngọt, và đầm nước ngọt có nước theo mùa.